# Egyházi zene
Az egyházi zene (latin: musica ecclesiastica) egyházi felhasználásra írt zene; a vallásos cselekmények, istentiszteletek fontos része; megkülönböztetően használt kifejezés a világi zenétől.

## Fajtái
Háromfajta egyházi zenéről beszélhetünk:
- Liturgikus

A liturgikus zene mindig énekes, a keleti keresztény rítusokban mindig á cappella ének, a nyugati rítusban egyaránt lehet á capella vagy hangszerkíséretes ének. A liturgikus zene legfontosabb területe az ordinárium  vagy a proprium tételeinek megzenésítése; utóbbiban néhány tétel megfelelő népénekkel helyettesíthető.
A liturgikus zene a római rítusban elsősorban a gregorián ének, de a műfaj egyéb fajtái is helyet kapnak benne, ha a liturgia szellemének megfelelnek. Ezek a polifónia és a népének, a missziós területeken pedig az egyes népek sajátos kultúrájából fakadó liturgikus zene is.
- Szent

A szent zenén azokat az elsősorban vokális műveket értjük, amelyek nem liturgikus szövegeket zenésítenek meg, hanem egyéb imákat, szentírási szövegeket stb. (pl. Liszt: Via crucis), továbbá az egykor liturgikusnak tekintett, ma azonban már valamilyen ok miatt nem ilyennek tartott, vokális vagy merőben hangszeres műveket. E művek csak kivételes alkalmakkor szólalhatnak meg liturgikus zeneként.
- Vallásos

A vallásos zene egy tág értelemben vett fogalom.
A kereszténységben a keresztény hit és lelkiség szellemében fogant nép- vagy műzenei alkotás. Ilyenek liturgikus zeneként nem alkalmazhatók.

## Műfajai
Az egyházi zene műfajai 
- alleluja
- egyházi kantáta
- gospel song
- gregorián ének
- himnusz
- korálpassió
- lamentációk
- lauda (dicsének)
- magnificat
- mise
- missa brevis
- missa cantata
- missa solemnis
- motepassió
- oratóriumpassió
- orgonamise
- passió
- rekviem
- vecsernye
- zsoltár

## Megjegyzés
1. ↑  ordinarium: a mise állandó részeinek gyűjtőneve, amelyet a szkóla vagy a hívek énekelnek
2. ↑  proprium: a mise változó énekei